# Păltiniș-Ciuc, Harghita
Păltiniș-Ciuc (maghiară Nyíresalja) este un sat în comuna Lunca de Sus din județul Harghita, Transilvania, România.

 Acest articol despre o localitate din județul Harghita este deocamdată un ciot. Puteți ajuta Wikipedia prin completarea lui.